# Коконнас, Аннибал де
Анниба́л де Коконна́с, иногда Кокона́с (фр. Annibal de Coconas; ок. 1535, Пьемонт, Савойское герцогство — 30 апреля 1574, Париж) — граф, миньон герцога Франсуа Алансонского. Вместе с де Ла Молем был обвинён в «заговоре недовольных» и казнён.

## Биография
Коконнас родился в Пьемонте, эмигрировал во Францию. Служил капитаном итальянской пехоты, командовал ротой численностью около ста солдат. В мае 1569 года участвовал в освобождении осаждённого гугенотами Дён-сюр-Орона. Отличился жестокостью во время массовых убийств Варфоломеевской ночи. В 1573 году участвовал в осаде Ла-Рошели, где был замечен за его мужество, и приближён ко двору, став одним из фаворитов герцога Алансонского. Был арестован 10 апреля 1574 года и подвергнут допросу. Несмотря на заступничество герцога Алансонского, был приговорён к смертной казни. Четвертован на Гревской площади 30 апреля 1574 года.
Согласно протестантскому памфлету «Le Divorce satyrique» (ок. 1607), герцогиня Неверская сохранила голову своего вероятного любовника Аннибала де Коконнаса после казни, и после бальзамирования хранила её в Нельской башне.
Коконнас известен благодаря произведениям Александра Дюма — роману «Королева Марго» (1845) и пьесе с тем же названием (1847). Во французских экранизациях романа 1954 года и 1994 года де Коконнаса играли Анри Женес и Клаудио Амендола, в российском телесериале — Сергей Жигунов.